# Haynsburg
Haynsburg este o comună din landul Saxonia-Anhalt, Germania.